# Neocrepidodera brevicollis
Neocrepidodera brevicollis är en skalbaggsart som först beskrevs av Daniel 1904.  Neocrepidodera brevicollis ingår i släktet Neocrepidodera, och familjen bladbaggar. Arten är reproducerande i Sverige.